# Vida Vencienė
Vida Vencienė z domu Mogenytė (ur. 28 maja 1961 w Wiłkomierzu) – litewska biegaczka narciarska reprezentująca barwy Związku Radzieckiego oraz Litwy, dwukrotna medalistka olimpijska.

## Kariera
Igrzyska olimpijskie w Calgary w 1988 były jej olimpijskim debiutem. Tam też osiągnęła swój największy sukces w karierze zdobywając złoty medal w biegu na 10 km techniką klasyczną. Ponadto zdobyła także brązowy medal w biegu na 5 km, w którym lepsze od niej okazały się jedynie zwyciężczyni Finka Marjo Matikainen oraz druga na mecie reprezentantka ZSRR Tamara Tichonowa. Igrzyska w Calgary były pierwszymi i ostatnimi, na których Vencienė reprezentowała Związek Radziecki. Od 1990 r. i odzyskania przez Litwę niepodległości startowała w barwach litewskich. Na igrzyskach olimpijskich w Albertville jej najlepszym wynikiem było 11. miejsce w biegu na 15 km stylem klasycznym. Startowała także na igrzyskach w Lillehammer, jednak zajmowała tam miejsca poza czołową dwudziestką.
W 1987 r. zadebiutowała na mistrzostwach świata zajmując 13. miejsce w biegu na 10 km techniką klasyczną podczas mistrzostw w Oberstdorfie. Swój najlepszy wynik osiągnęła na mistrzostwach świata w Lahti, gdzie w swoim najlepszym starcie, na 30 km techniką dowolną zajęła 7. miejsce. Mistrzostwa świata w Falun w 1993 r. były ostatnimi w jej karierze. Jej najlepszym wynikiem tych mistrzostw było zaledwie 20. miejsce w biegu na 5 km stylem klasycznym.
Najlepsze wyniki w Pucharze Świata osiągała w sezonie 1987/1988, kiedy to zajęła 5. miejsce w klasyfikacji generalnej. Łącznie 3 razy stawała na podium zawodów Pucharu Świata, w tym 1 raz odniosła zwycięstwo. W 1994 r. postanowiła zakończyć karierę.
Vencienė była też dwukrotnie mistrzynią ZSRR: w 1985 r. w sztafecie oraz 1987 r. w biegu na 5 km. Zdobyła także sześć tytułów Litewskiej Socjalistycznej Republiki Radzieckiej. Po zakończeniu kariery zawodniczej Vencienė pracowała w Litewskim Komitecie Olimpijskim przewodnicząc wydziałowi sportów zimowych w latach 1995–2004. Od 2001 r. była też członkinią Komisji Zawodników Litewskiego Komitetu Olimpijskiego.

## Osiągnięcia

### Igrzyska olimpijskie
| Miejsce | Dzień     | Rok  | Miejscowość | Konkurencja             | Czas biegu | Strata  | Zwyciężczyni      |
| ------- | --------- | ---- | ----------- | ----------------------- | ---------- | ------- | ----------------- |
| 1.      | 14 lutego | 1988 | Calgary     | 10 km stylem klasycznym | 30:08,3    | –       | –                 |
| 3.      | 17 lutego | 1988 | Calgary     | 5 km stylem klasycznym  | 15:04,0    | +7,1    | Marjo Matikainen  |
| 11.     | 9 lutego  | 1992 | Albertville | 15 km stylem klasycznym | 42:20,8    | +2:52,1 | Lubow Jegorowa    |
| 19.     | 13 lutego | 1992 | Albertville | 5 km stylem klasycznym  | 14:13,8    | +54,9   | Marjut Lukkarinen |
| 28.     | 15 lutego | 1992 | Albertville | 5+10 km pościgowy       | 40:07,7    | +3:25,4 | Lubow Jegorowa    |
| 16.     | 21 lutego | 1992 | Albertville | 30 km stylem dowolnym   | 1:22:30,1  | +7:15,3 | Stefania Belmondo |
| 32.     | 13 lutego | 1994 | Lillehammer | 15 km stylem dowolnym   | 39:44,5    | +5:56,7 | Manuela Di Centa  |
| 25.     | 24 lutego | 1994 | Lillehammer | 30 km stylem klasycznym | 1:25:41,6  | +6:37,3 | Manuela Di Centa  |

### Mistrzostwa świata
| Miejsce | Dzień     | Rok  | Miejscowość | Konkurencja             | Czas biegu | Strata  | Zwyciężczyni            |
| ------- | --------- | ---- | ----------- | ----------------------- | ---------- | ------- | ----------------------- |
| 13.     | 13 lutego | 1987 | Oberstdorf  | 10 km stylem klasycznym | 31:49,5    | ?       | Anne Jahren             |
| 10.     | 17 lutego | 1989 | Lahti       | 10 km stylem klasycznym | 29:19,0    | +1:31,9 | Marja-Liisa Kirvesniemi |
| 7.      | 25 lutego | 1989 | Lahti       | 30 km stylem dowolnym   | 1:29:59,7  | +2:00,9 | Jelena Välbe            |
| 24.     | 19 lutego | 1993 | Falun       | 15 km stylem klasycznym | 44:49,0    | +4:02,3 | Jelena Välbe            |
| 20.     | 21 lutego | 1993 | Falun       | 5 km stylem klasycznym  | 14:07,6    | +48,7   | Larisa Łazutina         |
| 28.     | 23 lutego | 1993 | Falun       | 5+10 km pościgowy       | 40:19,0    | +2:30,4 | Stefania Belmondo       |
| 28.     | 27 lutego | 1993 | Falun       | 30 km stylem dowolnym   | 1:22:41,3  | +7:57,3 | Stefania Belmondo       |

### Puchar Świata

#### Miejsca w klasyfikacji generalnej
- sezon 1985/1986: 19.
- sezon 1986/1987: 39.
- sezon 1987/1988: 5.
- sezon 1988/1989: 14.
- sezon 1991/1992: 27.
- sezon 1992/1993: 45.
- sezon 1993/1994: 48.

#### Miejsca na podium
| Nr | Dzień      | Rok  | Miejscowość | Konkurencja             | Czas biegu | Strata | Miejsce | Zwycięzca             |
| -- | ---------- | ---- | ----------- | ----------------------- | ---------- | ------ | ------- | --------------------- |
| 1. | 8 stycznia | 1988 | Leningrad   | 10 km stylem klasycznym | ?          | ?      | 2.      | Inger Helene Nybråten |
| 2. | 14 lutego  | 1988 | Calgary     | 10 km stylem klasycznym | 30:08,3    | –      | 1.      | –                     |
| 3. | 17 lutego  | 1988 | Calgary     | 5 km stylem klasycznym  | 15:04,0    | +1,3   | 2.      | Marjo Matikainen      |